# Cassida denticollis
Cassida denticollis är en skalbaggsart som beskrevs av Christian Wilhelm Ludwig Eduard Suffrian 1844. Cassida denticollis ingår i släktet Cassida, och familjen bladbaggar. Arten är reproducerande i Sverige.